# Adolf Bäuerle
Adolf Bäuerle, pseudonimo di Johann Andreas Bäuerle (Vienna, 1786 – Basilea, 1859), è stato un drammaturgo e giornalista austriaco.

## Biografia
Fu, assieme a Karl Meisl, il rappresentante di una corrente drammaturgica che incentrava la propria opera sulla creazione di farse con personaggi fissi e stereotipati, detti in tedesco Staberl (macchinette), pieni di brio e di trovate umoristiche.
La sua opera di maggiore successo, un quadro completo della piccola borghesia Biedermeier, incentrata sull'ombrellaio Staberl, divenuto poi una macchietta fortunatissima, fu I borghesi di Vienna (Die Bürger in Wien, 1813).
Bäuerle è ricordato per essersi dedicato anche alla commedia fiabesca (Zauberspiel), genere fino allora di modesto livello popolare; una delle sue opere più riuscite fu Alina ovvero Vienna in un'altra parte del mondo (Aline Oder Wien in einem anderen Weltteil, 1822).

## Opere
- Kinder und Narren reden die Wahrheit, 1806
- Tankred, 1817
- Eipeldauer Briefe, 1819–1821
- Doctor Fausts Mantel, Wien 1820 (Nachdruck: München 1990)
- Aline oder Wien in einem anderen Weltteil, 1822
- Die Dame mit dem Todtenkopfe, Roman, 1855 (Nachdruck: München 1990)
- Zahlheim. Ein Wiener Criminal-Roman, 1856
- Das eingemauerte Mädchen, Wien 1857 (Nachdruck: München 1990)
- Memoiren, 1858